# Steatocistoma
Lo steatocistoma multiplex (conosciuto anche come disordine epidermico policistico o sebocistomatosi) è un disordine ereditario, autosomico dominante caratterizzato dalla formazione di cisti sebacee di dimensioni variabili causate dall'ostruzione dei follicoli piliferi. Le cisti normalmente si sviluppano sulla testa, sul tronco, sulle braccia e sullo scroto.
È una patologia benigna e persistente che costituisce, escludendo infezioni o altre complicazioni simili, principalmente un problema estetico.
Le cisti si manifestano nel quadro classico durante l'adolescenza e l'inizio dell'età adulta.
Questa malattia fu descritta per la prima volta da Jamieson nel 1873. Lo steatocistoma simplex è considerata la controparte solitaria dello steatocistoma multiplex, che si ripete periodicamente.

## Cause
È associato ad un difetto nel gene Cheratina 17. La condizione è ereditata da una condizione autosomica dominante.

## Terapia
La terapia principale consiste nell'escissione chirurgica della cisti: questa terapia ha da sempre ottenuto ottimi risultati, in quanto i danni in fatto estetico sono molto ridotti. Un'altra terapia è l'utilizzo di farmaci che riducono l'attività delle ghiandole sebacee come ad esempio l'Isotretinoina A. Terapie che non prevedono l'utilizzo di farmaci consistono nell'uso di impacchi caldi per favorire il successivo drenaggio del contenuto delle cisti.